# Jerry Adriano
Pour les articles homonymes, voir Adriano.
Jerry Adriano Pires, né le 1er novembre 1983, est un footballeur cap-verdien évoluant au poste d'attaquant au sein des Orlando Pirates FC.
Il a évolué auparavant au sein des clubs de l'Union sportive monastirienne en Tunisie, de Al Wahda en Arabie saoudite
En mai 2007, alors qu'il est en fin de contrat et en contact avec un club qatari, il signe un contrat de 3 ans pour l'Espérance de Tunis.  
En janvier 2008, étant barré à l'Espérance de Tunis, il rejoint le club algérien de l'USM Alger. C'est Ali Fergani, son ancien entraîneur à l'US monastirienne qui l'a conseillé au club pour assurer les échéances continentales notamment (Ligue des champions arabes).
En août 2008, il signe un contrat de trois ans pour les Orlando Pirates après un essai d'une semaine concluant au cours duquel il marque un but. Il est le premier joueur cap-verdien à jouer en Afrique du Sud.
En janvier 2011, il signe un contrat d'un an et demi pour le club tunisien de El Gawafel sportives de Gafsa. Arrivé en pleine "révolution du jasmin", ses débuts sont reportés à car les bureaux municipaux étaient fermés en cette période de trouble sociaux. Il inscrit son premier but le 17 avril 2011 lors de la victoire 2-1 contre l'ES Zarzis. Son arrivée est tout de même décevante et son association avec Amir Omrani est un "fiasco" mais il aide le club à terminer 8e de Ligue professionnelle 1.

## Carrière
- 2002/05 : US monastirienne ( Tunisie)
- 2005/06 : Al Wahda ( Arabie saoudite)
- 2006/07   US monastirienne ( Tunisie)
- 2007/08 : Espérance de Tunis ( Tunisie)
- jan-juin 2008 : USM Alger ( Algérie)
- 2008/09 :  Orlando Pirates ( Afrique du Sud)
- Jan 2011 : El Gawafel sportives de Gafsa ( Tunisie)
- 2012/13 : Olympique du Kef ( Tunisie)